# Akemi chemisch technische Spezialfabrik
Die Akemi chemisch technische Spezialfabrik GmbH (Eigenschreibweise AKEMI) ist ein weltweit tätiges Unternehmen der chemischen Industrie mit Stammsitz in Nürnberg, das seinen Schwerpunkt in der Herstellung von zweikomponentigen Klebesystemen hat. Die chemisch-technische Spezialfabrik stellt Kleber, Kitte sowie Reinigungs- und Pflegeprodukte für die Natursteinbranche her sowie Spachtel- und Reparaturmassen, Dichtstoffe, Schutzbeschichtungen, Lacke und Produkte zur Aufbereitung und Pflege für die Automobilbranche.
Die Produkte von Akemi werden an zwei Standorten in Deutschland in Nürnberg und Wiehl sowie in fünf weiteren im Ausland hergestellt. Sie befinden sich in Atlanta in den USA, São Paulo in Brasilien, Tuzla ein Vorort von İstanbul in der Türkei, Bangalore und Delhi in Indien und Peking in China. Der Vertrieb der Akemi-Produkte erfolgt nach Angaben des Unternehmens (2019) in mehr als 100 Länder.
Der Markenname Akemi wurde aufgrund seiner Bedeutung für die Natursteinbranche in dem einzigen deutschsprachigen Natursteinlexikon als Lemma aufgenommen.
In einer im Jahr 2018 durchgeführten repräsentativen Untersuchung gaben 95 % der befragten Unternehmen in der Natursteinbranche an, dass Akemi der Innovationsführer für zweikomponentige Klebesysteme sei.

## Firmenname

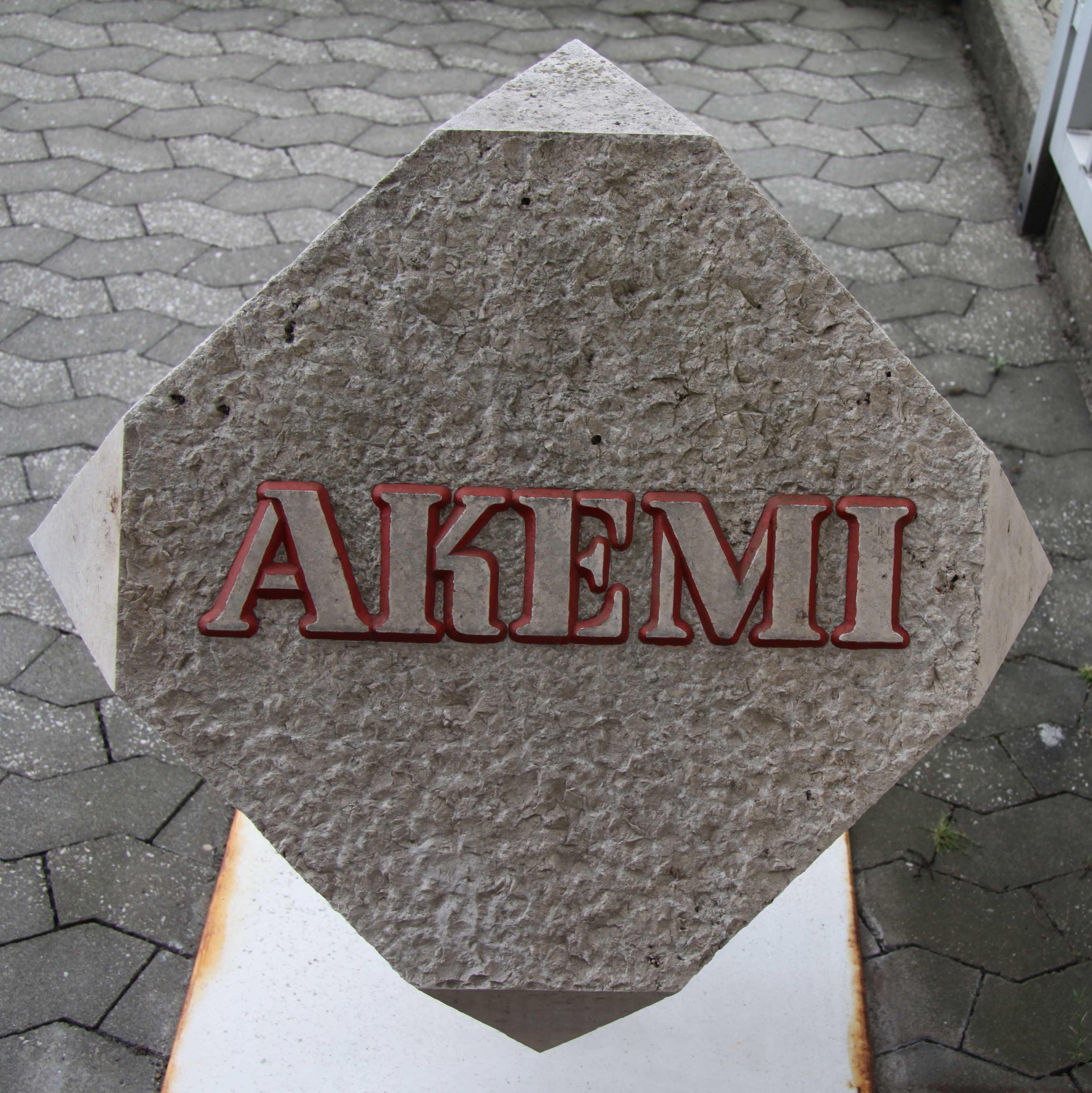
Unternehmenslogo von Akemi auf einem Muschelkalkstein

Das Unternehmen wurde 1933 mit dem Firmennamen Akema gegründet. Dieser Name soll auf die damalige Tochter des japanischen Konsuls in Berlin zurückgehen. Um eine Verwechselung mit der Fachmesse für chemische Technik, Umweltschutz und Biotechnologie Achema zu vermeiden, nannte es der Gründer Erich Höntsch im Jahr 1952 in Akemi um.
Der Name Akemi ist markenrechtlich geschützt und genießt in der weltweiten Natursteinbranche große Anerkennung: „on account of there excellent quality and highly spezialised assortment, the tradename AKEMI has become synonymuous for stone adhesive“ (deutsch: „der Markenname AKEMI ist aufgrund seiner hervorragenden Qualität und seines hochspezialisierten Sortiments synonym für Steinkleber“).

## Firmengeschichte
Erich Höntsch gründete Akema im Jahr 1933. Er war ein Kaufmann in Dresden, der sich in seiner Freizeit mit Chemie beschäftigte und ein Labor im Gartenhaus seiner Eltern betrieb. Dort entwickelte er einen Kitt in Pulverform, mit dem sich unter Zugabe von Wasser Tierhaare in Rasierpinsel einkleben ließen. Dadurch wurde er bekannt und baute ein Unternehmen in Dresden auf, das auch die Schuh- und Elektroindustrie mit Klebeprodukten belieferte.

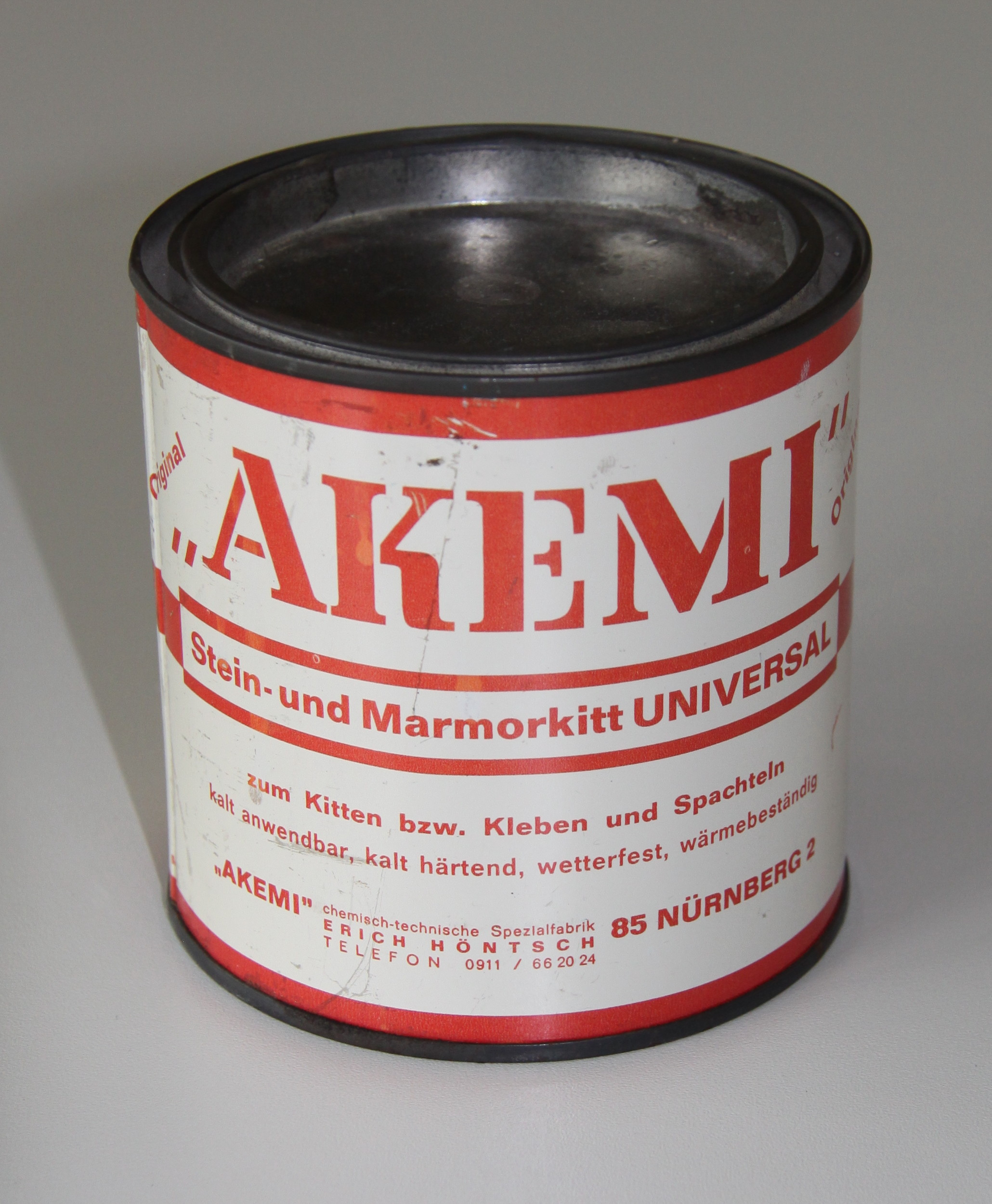
Erstes Label des Polyesterklebers aus 1953

Nach dem Kriegsende 1945 flüchtete Höntsch nach Hannover und ging anschließend nach Nürnberg, wo er ab 1948 Kleber produzierte. 1949 zog das Unternehmen in eine ehemalige Schreinerei um. Er brachte 1952 den ersten Kleber auf der Basis von Polyester mit dem Namen Stein- und Marmorkitt Universal auf den Natursteinmarkt. Um die stetig ansteigende Nachfrage nach den Produkten im In- und Ausland zu befriedigen, baute er ein Vertriebsnetz auf und erweiterte das Angebot seiner Kitt- und Klebesysteme. Er brachte ein neues Klebesystem auf der Basis von Epoxidharz heraus, das zunächst für Natursteine angewandt wurde und später auch für Automobile.
Nach dem Tod von Erich Höntsch im Jahr 1970 übernahm seine Witwe Angelika Höntsch die Geschäfte. 1972 konnte das Unternehmen in neue Gebäude umziehen. Frau Höntsch führte die Geschäfte bis 1996 weiter, und später übernahm es der diplomierte Kaufmann Torsten Hamann.

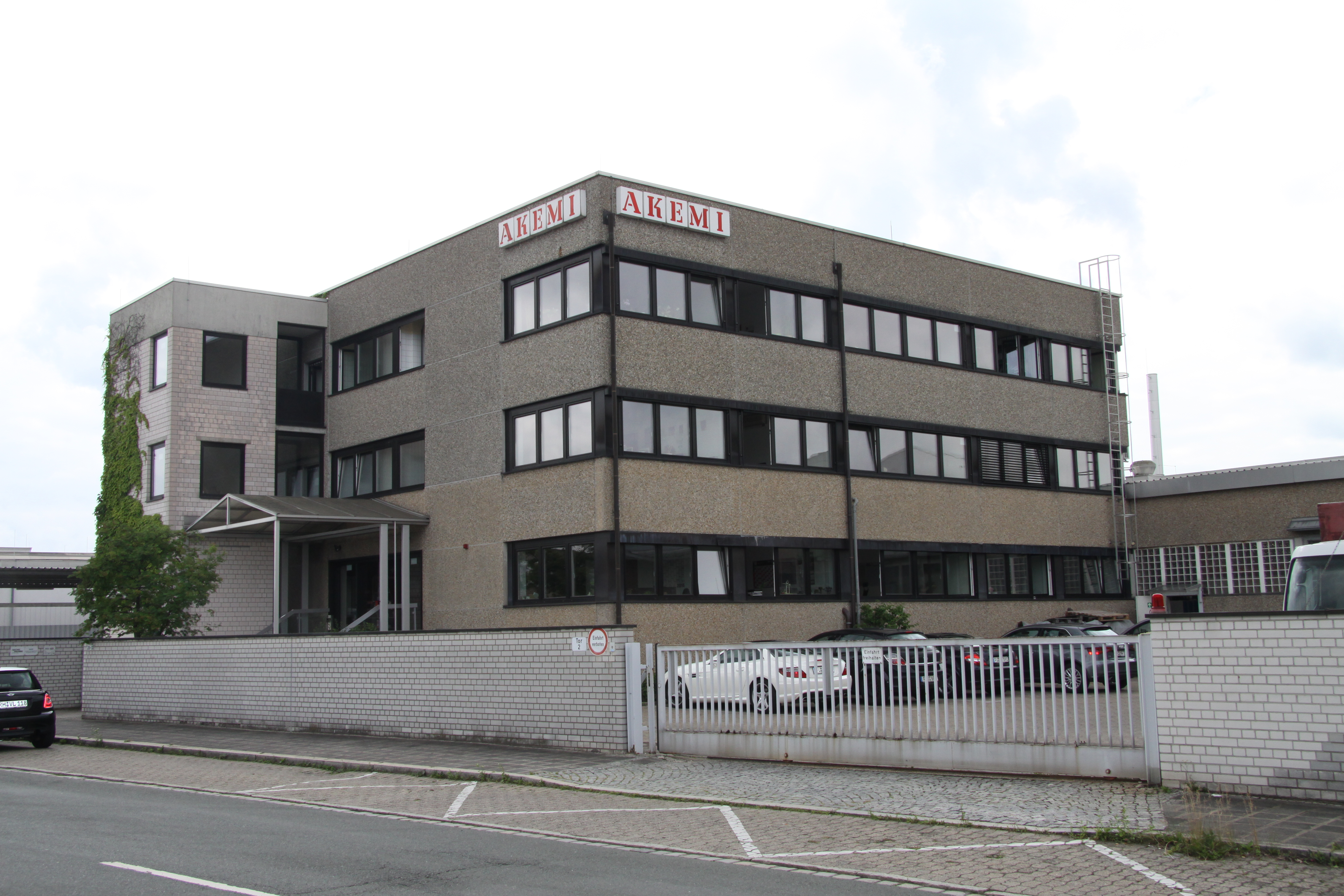
Firmengebäude der Firma Akemi in Nürnberg

Torsten Hamann baute das Areal des Unternehmens auf 12.000 m² aus, erweiterte die Produktpalette und organisierte Produktion, Versand und Logistik um. Er trug der beginnenden Globalisierung Rechnung und gründete Produktionsstätten und Vertriebe im Ausland.
Im Oktober 2001 trat sein Sohn Dirk C. Hamann, ein promovierter Jurist, in die Geschäftsleitung von Akemi ein.

## Wirtschaftliche Daten
Etwa 60 % des Umsatzes erwirtschaftet das Unternehmen in der Natursteinbranche und 40 % in der Autoindustrie. Das Unternehmen investiert 10 % seines Umsatzes in die Forschung.

## Klebe- und Kittsysteme
Die Bezeichnung der Klebstoffe und Steinkitte bezieht sich in der Regel auf die chemischen Komponenten, beispielsweise Epoxidharzkleber, und auf die Anwendung, beispielsweise Marmorkitt. Mit den Klebern lassen sich Werkstücke aus Naturstein und Quarzkomposit sowie andere Stoffe kraftschlüssig verbinden, mit Kitten werden Poren oder Fehlstellen in Natursteinprodukten gefüllt. In der Natursteinbranche sind die am häufigsten verwendeten Klebesysteme auf der Basis von Epoxidharzen (EP-Harze) und ungesättigten Polyesterharzen (UP-Harze) und Acrylharzen, Methacrylatharzen und Polyurethansystemen (PUR-Harze). Es gibt aber auch Produkte, die zwei Harze kombinieren, beispielsweise Epoxyacrylate. Zu den Klebern und Kitten gibt es entsprechendes Zubehör wie zahlreiche Natursteinfarben, Kartuschen, Mischdüsen usw.
Für die Automobilbranche werden vor allem Spachtelmassen auf der Basis von Polyurethan und Epoxidharzen hergestellt.

### Polyesterkleber und -kitte
1952 brachte Akemi auf der Basis von UP-Harzen das erste zweikomponentige Steinklebe- und Kittsystem mit dem Namen Stein- und Marmorkitt Universal heraus, das vor allem im Bauwesen Anwendung fand. Dieses Akemi-Klebesystem war für die Verarbeiter ideal, denn es spielte keine Rolle, ob mit diesem Kleber an horizontalen Flächen etwas zu reparieren oder vertikalen Flächen zu spachteln war. Zudem konnte der Kleber auf den Farbton und die Textur der Steinmaterialien beim Anmischen eingestellt werden. Der Kleber härtet schnell aus und ist polierfähig. Die Kleberkraft war wesentlich größer als bei den bisher verwendeten Systemen. Die veraltete Klebetechnik wurde in Gänze abgelöst. Die Polyester-Steinkleber bzw. Steinkitte reagieren und härten unter Hinzufügung eines Härters aus und können im Temperaturbereich von + 5 °C bis + 30 °C verarbeitet werden. Vorteil der Polyesterverbindung ist die schnelle Aushärtung, Nachteil ist die Feuchtigkeitsempfindlichkeit der Klebeverbindung.
Seit 1983 gibt es auch einkomponentige Systeme, die innerhalb weniger Sekunden unter Einsatz von UV-Strahlern erhärten. Diese Systeme werden in der Natursteinbranche hauptsächlich in Schleifstraßen verwendet, wobei hauptsächlich kleine Fehlstellen verkittet werden.
Kleber und Kitte finden des Weiteren in der Automobilbranche Verwendung. Akemi brachte sie bereits im Jahr 1954 als Spachtelmassen und Grundierungen erstmals auf den Markt.

### Epoxidharzkleber und -kitte

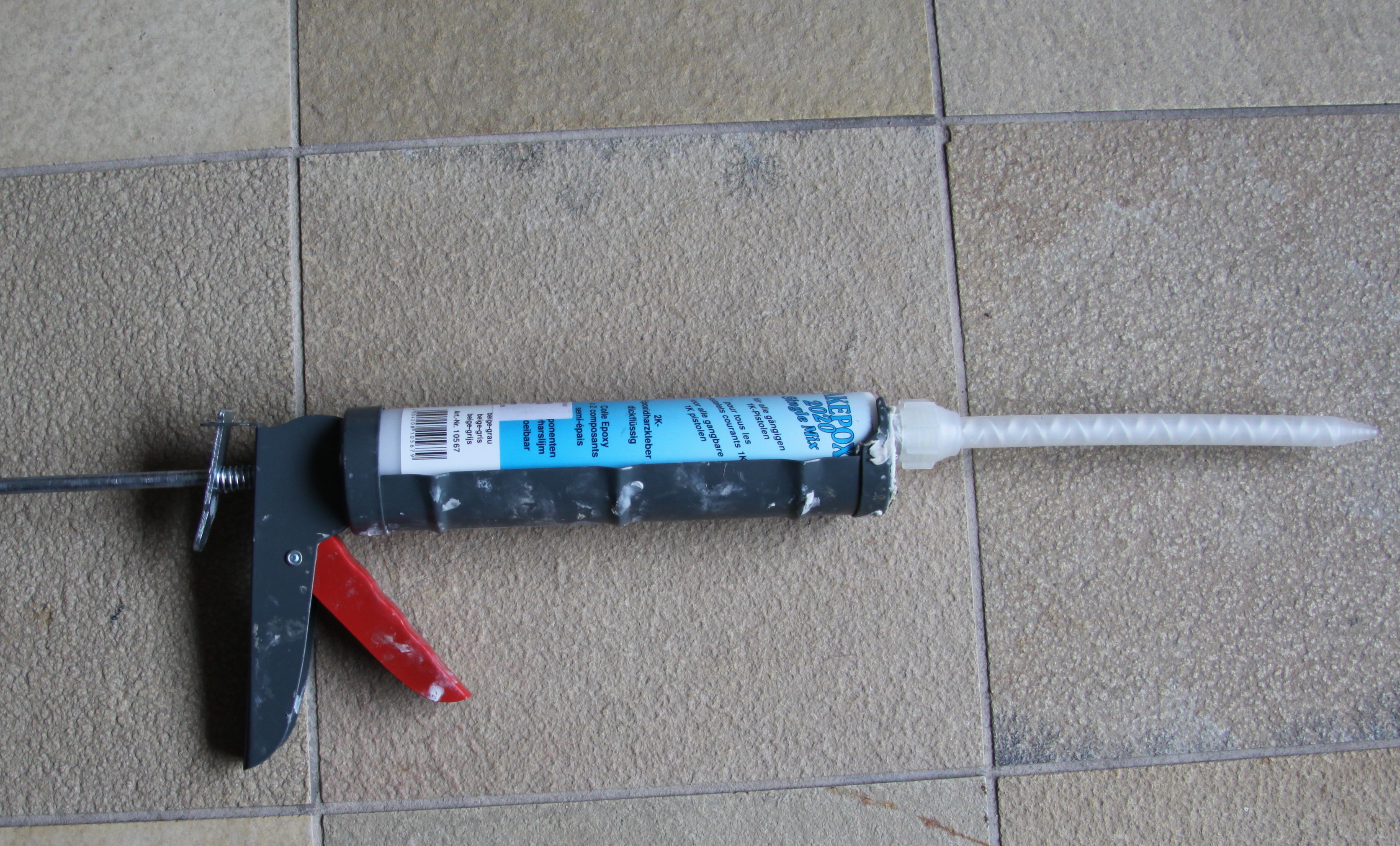
Akepox-Kartusche mit Mischdüse, eingelegt in einer sogenannten Kartuschenpistole

Die Epoxid-Klebesysteme werden sowohl in der Naturstein- als auch in der Automobilbranche verwendet. In der Natursteinbranche wurden mit diesen Produkten die nur gering witterungsbeständigen Polyestersysteme ersetzt. Sie sind in der Lage, sich Angriffen von vielen Säuren und Laugen zu widersetzen. Es entstand die Akemi-Produktfamilie Akepox. Akemi entwickelte Steinkleber auf Epoxyharzbasis, deren Klebeverbindungen hochfest und witterungsbeständig sind. Diese zweikomponentigen Kleber müssen aufgrund des Reaktionsmechanismus in einem genauen Verhältnis je nach Anwendung angemischt werden. Die Anwendung bedarf somit eines gewissen fachlichen Know-hows hinsichtlich der Mischungsverhältnisse, der Temperaturen und des Arbeitsschutzes. Epoxidharzklber weisen die höchste Klebekraft unter den Natursteinklebern aus, sind aber relativ langsam in der Aushärtung.
Eine weitere Anwendung ist die flächige Behandlung rissiger und poröser Natursteine mit dünnflüssigem, transparenten Epoxidharz im sogenannten Resinierverfahren (lt. resina = Harz). Dadurch wurde es nunmehr auch möglich, rissige und porige Steinplatten durch den Auftrag von Epoxidharz tiefgründig zu verkleben und zu verfüllen, die ansonsten nicht wirtschaftlich verwendet werden können. Dies hat auch ökologische Bedeutung. Die industriellen Verfahren erfordern die Berücksichtigung von zahlreichen Faktoren wie Temperatur, Viskosität, Mischungsverhältnis der Komponenten und Arbeitsschutzmaßnahmen usw.
Epoxidharz-Systeme werden auch in der Steinrestaurierung verwendet. Dabei werden Quarzkörnungen mit Epoxidharz angemischt, eingefärbt und auf Fehlstellen historisch wertvoller Ornamentik und Skulpturen anmodelliert.
2003 brachte Akemi eine Epoxidharz-Spachtelmasse für Antirutschstreifen heraus, die bei Treppen- und Bodenbelägen aus Naturstein und Kunststein angewendet werden kann.

### Epoxyacrylatkleber
Klebstoffe auf der Basis von Epoxyacrylat bilden eine Alternative zu den Polyesterklebern und -kitten, denn sie härten sehr schnell aus, besitzen eine geringe Eigenfarbe und sind nach der Aushärtung für die Verwendung im Lebensmittelbereich geeignet. Sie werden aufgrund dieser Eigenschaften im Gebäudeinneren bei der Verklebung von Natur- und Kunststeinen sowie großflächiger Keramikplatten verwendet, beispielsweise für Küchenarbeitsplatten, Bäder und Toiletten. Mit farblich angepassten oder bereits eingefärbten Produkten sind sichtbare Fugen weitestgehend vermeidbar. Diese Kleber besitzen eine hohe Klebekraft, schnelle Oberflächentrocknung und Weiterverarbeitbarkeit.

### Acrylharzkleber

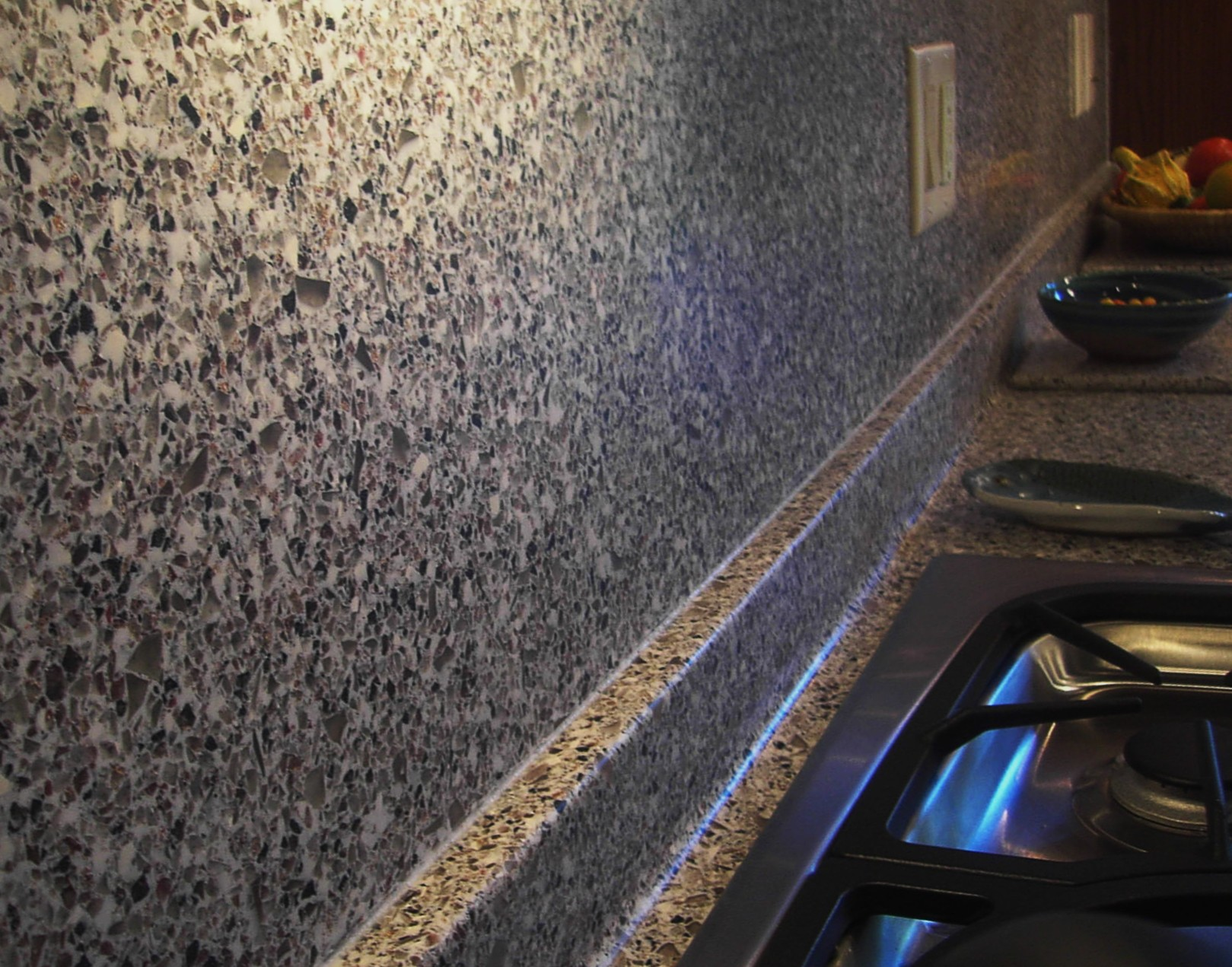
Solid-Surface-Material mit deutlich erkennbaren Klebefugen

Klebstoffe auf der Basis von Acrylharzen haben vergleichbare Einsatzgebiete wie die Kleber und Kitte auf Polyesterharz- und Epoxyacrylatbasis. Sie eignen sich besonders für Verklebungen von Material aus Solid Surface. Das ist ein Material, das ein granitähnliches Korngefüge zeigt und sich beispielsweise aufgrund seines geringen Gewichts im Flugzeugbau oder für Küchenarbeitsplatten verwenden lässt. Ein Schwachpunkt ist die sehr starke Geruchsbelästigung beim Auftragen dieses Klebers.

### Polyurethanharzkleber
Spezielle Polyurethanharzkleber zeichnen sich gegenüber anderen Reaktionsharzklebern dadurch aus, dass sie besonders vergilbungsstabil sind. Akemi entwickelte derartige Kleber und bietet diese seit 2014 für dauerhafte Verklebungen von besonders hellen Natur- und Kunststeinen an. Sie eignen sich auch für die Verfugung von Steinflächen. Dieser Kleber kann sowohl innerhalb als auch außerhalb von Gebäuden verwendet werden.

## Sonstige Produkte

### Silikone
Einkomponentige Silikone werden hauptsächlich als Bindemittel für Dichtstoffe eingesetzt und benötigen zum Erhärten Feuchtigkeit aus der Luft. Beim Aushärtungsvorgang wird Essigsäure oder Ethanol freigesetzt. Akemi bietet speziell konfektionierte Silikone für Naturstein an und garantiert, dass keine Verfärbungen entstehen. Diese Silikone sind dauerelastisch und somit für den Einsatz im Bauwesen geeignet.

### Reinigung, Schutz und Pflege
Akemi bietet seit 1984 für Naturstein und Kunststein sowie Reinigungs- und Pflegemittel für Automobile an. Die Reiniger für Naturstein sind sauer, neutral, alkalisch oder lösungsmittelhaltig. Die Schutzmittel basieren hauptsächlich auf Silikonverbindungen bzw. modifizierten Polymeren. Diese Produkte bilden keine Oberflächenschichten, sondern dringen in die Steinsubstanz ein und bewirken einen stark wasserabweisenden Effekt und zusätzlich eine ölabweisende Wirkung. Die Steinoberflächen erhalten somit einen Schutz gegen Verschmutzungen, dies hat vor allem für Küchenarbeitsplatten Bedeutung.

### Automobile
Die gesamte Akemi-Autoproduktpalette ist sowohl in technischer als auch in qualitativer Hinsicht für professionelle Anwender ausgelegt, wie beispielsweise für Autolackierereien, Kfz-Werkstätten, Autoaufbereiter, Oldtimerrestaurateure und Karosseriebauer. Die Produktpalette umfasst Reparaturen am Auto, Unterboden, an Auspuffanlagen und Windschutzscheiben.

### Zweikomponentige-PUR-Grundierung für Filler und Klarlacke
Seit Anfang 2000 stellt Akemi Grundierungen, Filler und Klarlacke auf der Basis von Polyurethan her, die vor allem in der professionellen Autolackreparatur verwendet werden. Sie sind auch für die Reparatur kleinerer und mittlerer Lackschäden geeignet. Dieses Verfahren wird Spot-Repair genannt, es ist nicht für Buntlacke geeignet. Die zweikomponentigen Stoffe sind allerdings mit den handelsüblichen Buntlacken anderer Hersteller kompatibel.

### Produkte für die Industrie
In einem firmeneigenen Labor können für industrielle Großkunden in den Bereichen Autoindustrie, Bahn, Luftfahrt mit Flugzeugbau, Containerbau, Möbelbau, Holz und Designmöbel, Epoxidfugen im Lebensmittelbereich nach Anforderungen entwickelt und hergestellt werden. Dies gilt auch für die Anpassung von Orthopädie-Produkten im Prothesenbau.

## Bauwerke
In zahlreichen modernen und historischen Bauwerken wurden Produkte von Akemi verwendet.

Bauwerke, bei denen Akemi-Produkte verwendet wurden (Auswahl)
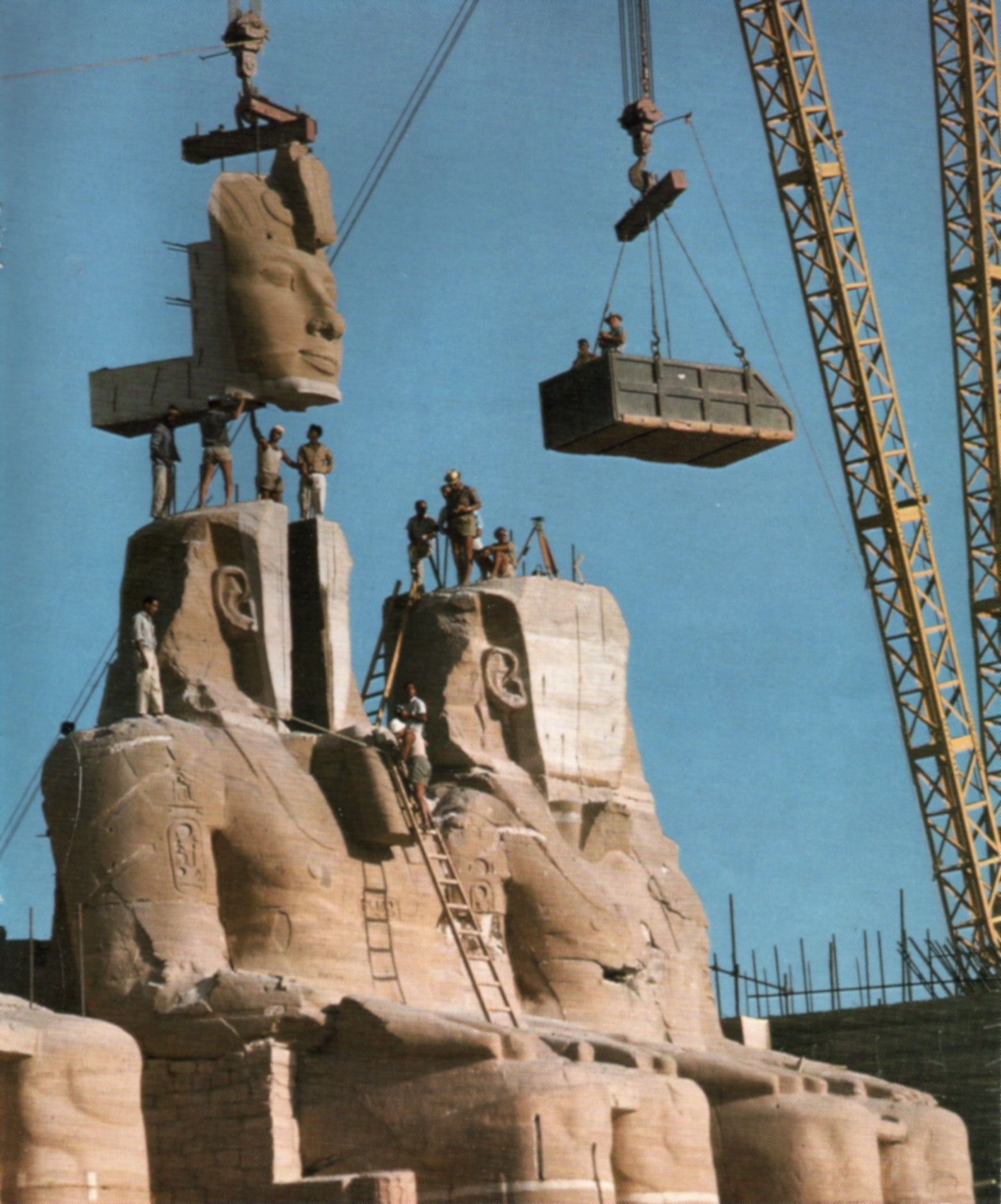
Tempel von Abu Simbel in Ägypten: Die Tempel wurden mithilfe von Polyesterklebern und -kitten von Akemi ab- und aufgebaut
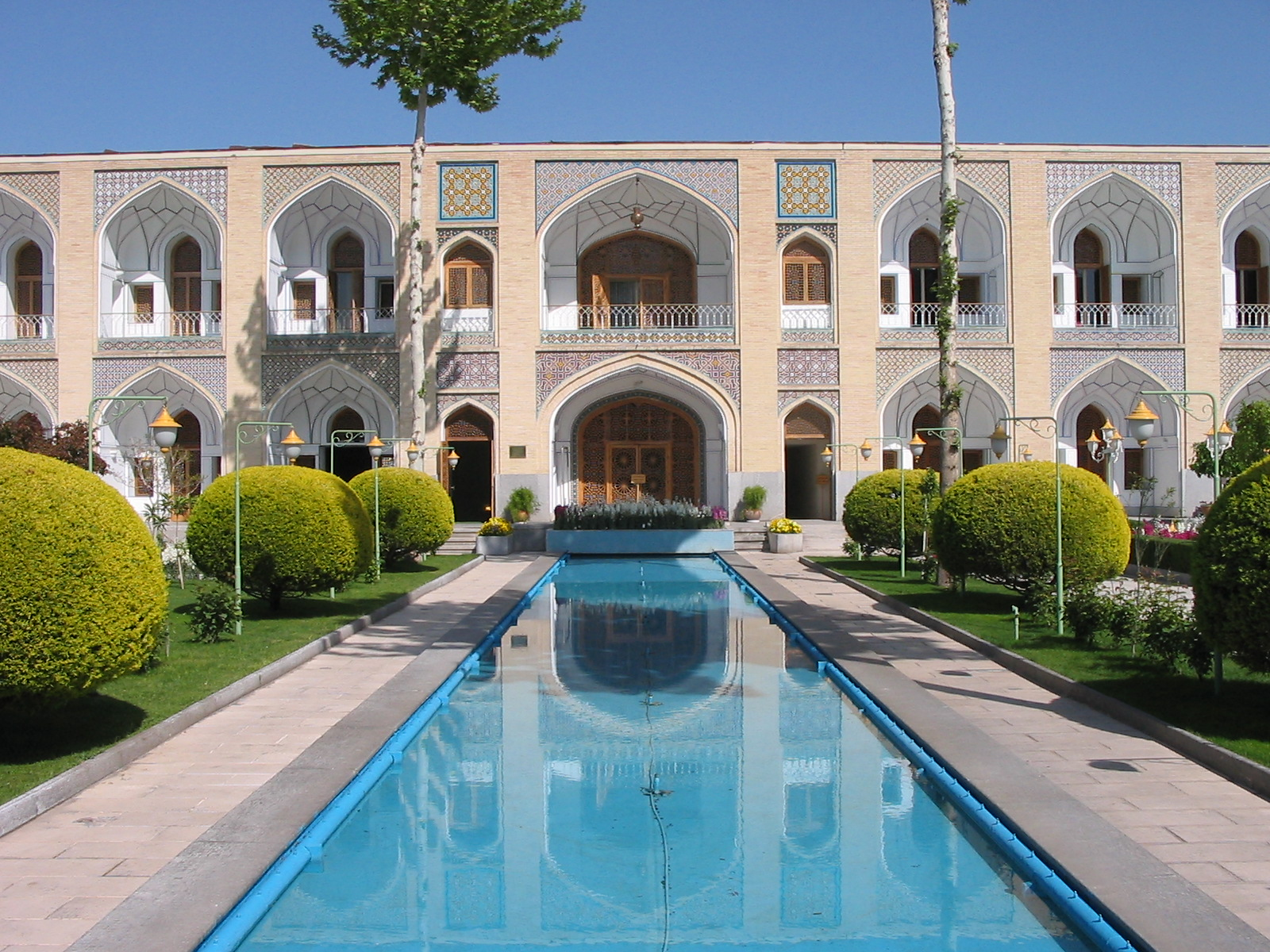
Abbasi Hotel in Iran: Böden, Treppen und Fassaden wurden von Akemi behandelt
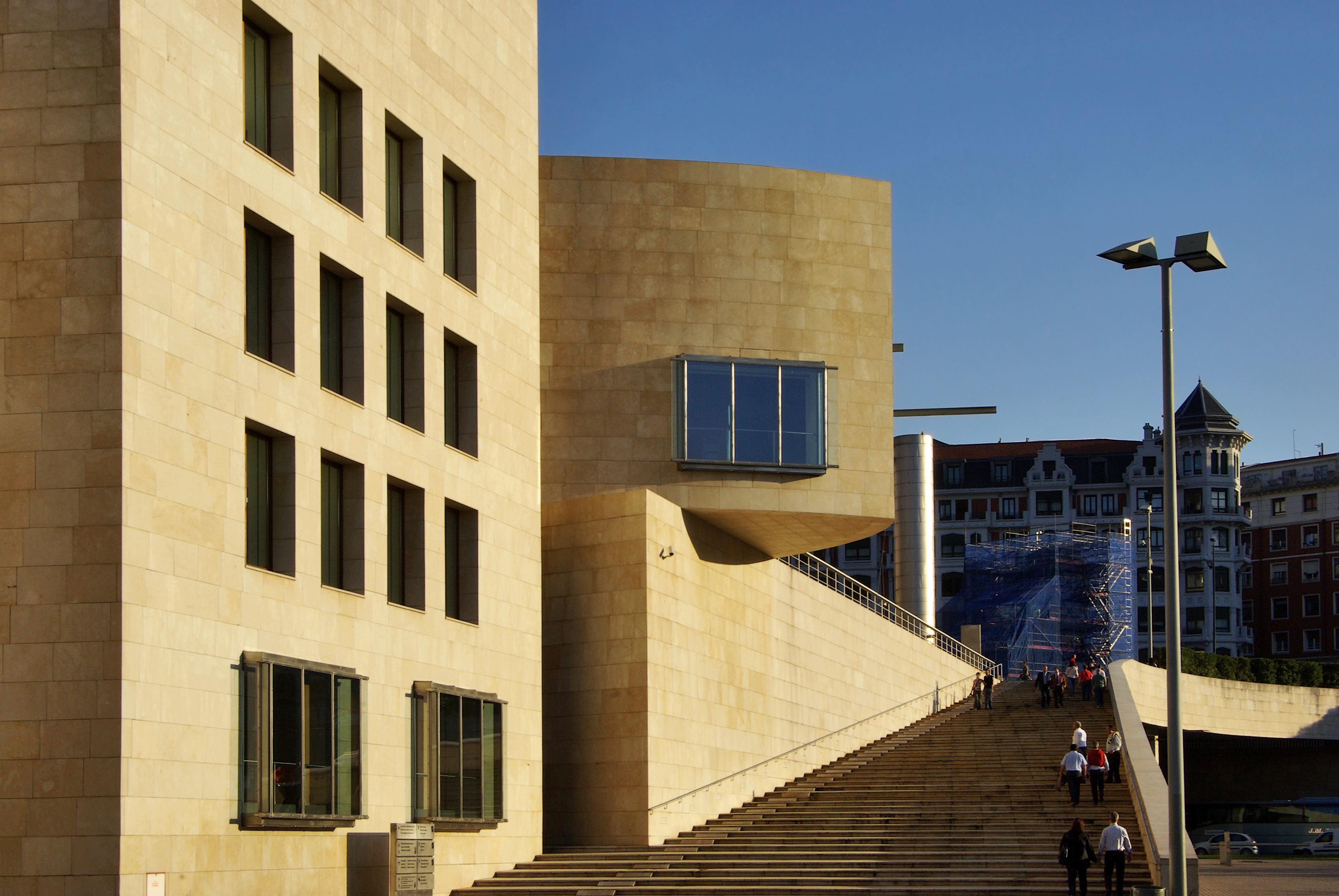
Guggenheim-Museum Bilbao in Spanien: Restaurierungsarbeiten mit Epoxidharz-Verklebungen von Kalkstein und Stahl wurden durchgeführt
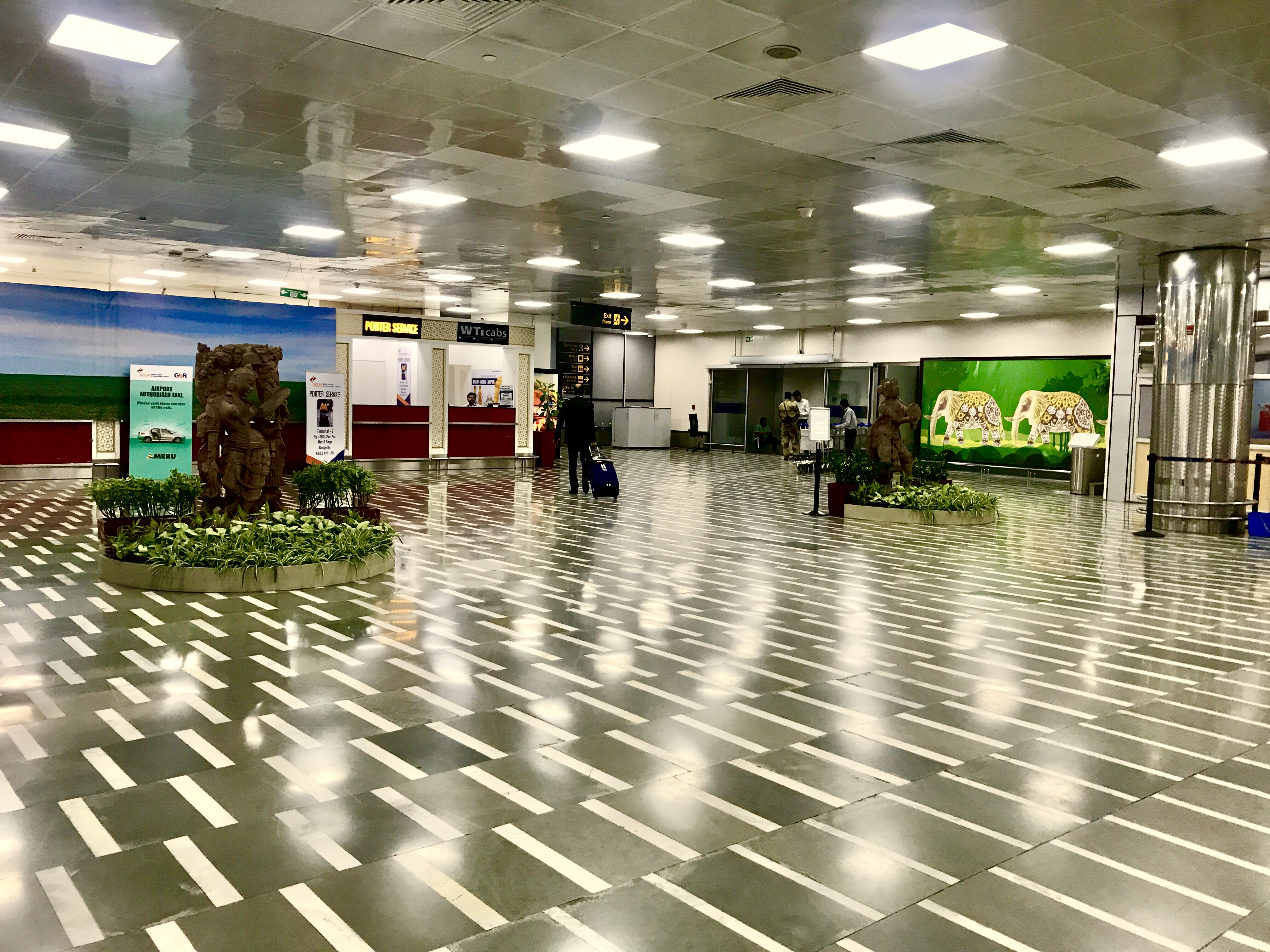
Flughafen Delhi in Indien: 25.000 m² Bodenbelag wurde mit Steinreinigern und Fleckschutzmitteln von Akemi behandelt
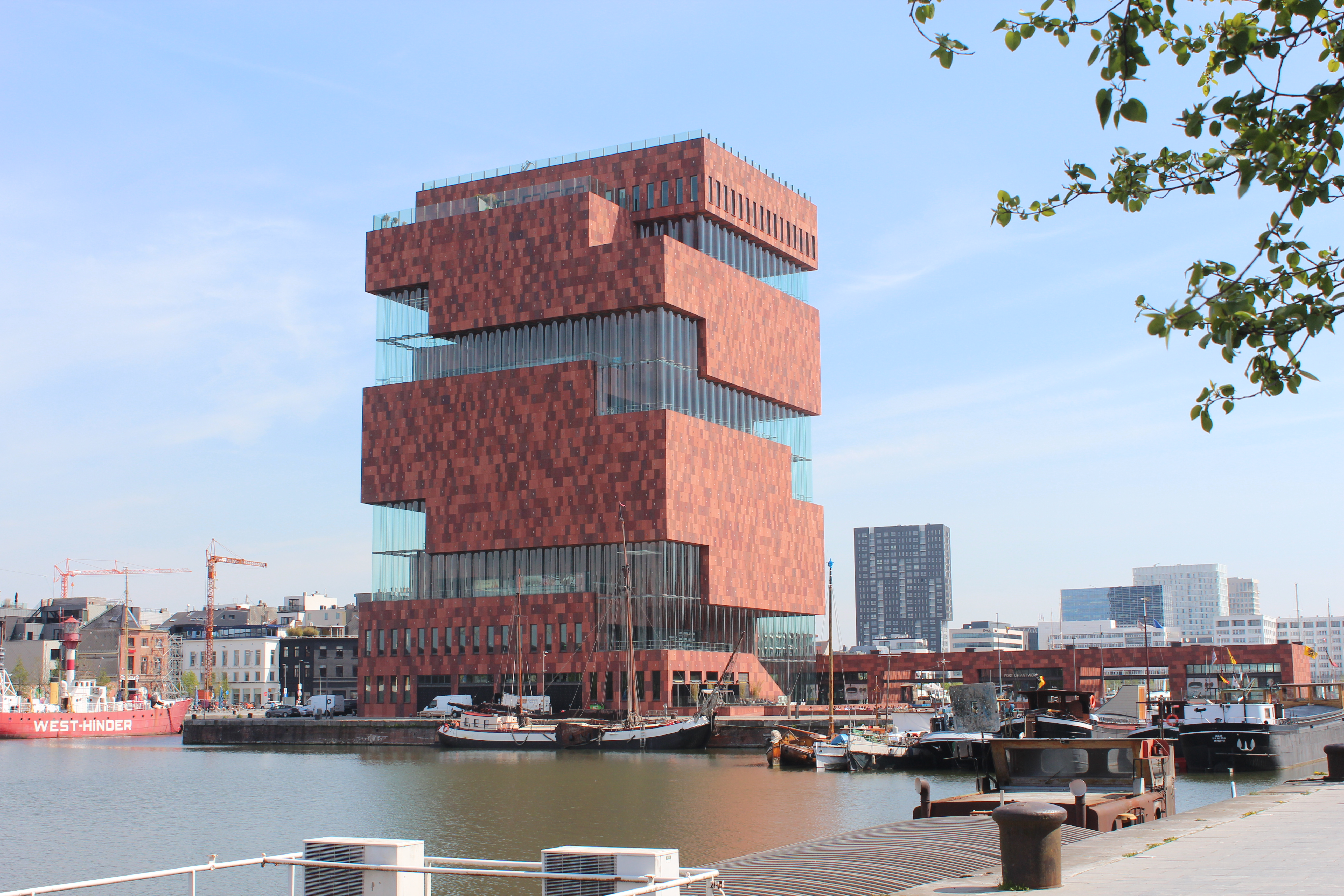
Museum aan de Stroom in Belgien: Zahlreiche vorgehängte Natursteinplatten wurden an Laibungen mit Akemi-Klebern kraftschlüssig miteinander verklebt

## Natursteinmessen
Wegen der Verbreitung der Produkte von Akemi ist das mittelständische Unternehmen auf Fachmessen wie national der Stone+tec in Nürnberg und auf weiteren internationalen Messen vertreten, beispielsweise auf der Marmormacc in Verona oder der Xiamen International Stone Fair in Xiamen in China.